# Zhang Xiuyun
Zhang Xiuyun (en chino: 張秀雲; Wuhai, 25 de febrero de 1976) es una deportista china que compitió en remo.
Participó en tres Juegos Olímpicos de Verano, obteniendo una medalla de plata en Atlanta 1996, en la prueba de doble scull, el cuarto lugar en Pekín 2008 y el sexto en Londres 2012, en la prueba de scull individual.
Ganó tres medallas en el Campeonato Mundial de Remo entre los años 1993 y 1999.

## Palmarés internacional
| Juegos Olímpicos   | Juegos Olímpicos              | Juegos Olímpicos | Juegos Olímpicos |
| Año                | Lugar                         | Medalla          | Prueba           |
| ------------------ | ----------------------------- | ---------------- | ---------------- |
| 1996               | Atlanta (Estados Unidos)      | Medalla de plata | Doble scull      |
| Campeonato Mundial |                               |                  |                  |
| Año                | Lugar                         | Medalla          | Prueba           |
| 1993               | Račice (República Checa)      | Medalla de oro   | Cuatro scull     |
| 1994               | Indianápolis (Estados Unidos) | Medalla de plata | Cuatro scull     |
| 1999               | St. Catharines (Canadá)       | Medalla de plata | Doble scull      |